# .kz
.kz este un domeniu de internet de nivel superior, pentru Kazahstan (ccTLD).